# Ричи, Клинт
Клинтон Чарльз Огастес Ричи (9 августа 1938 — 31 января 2009) — американский актёр.

## Ранние годы
Ричи родился на ферме недалеко от Графтона, Северная Дакота, в семье Джей Си и Шарлотты Ричи. Его семья переехала в штат Вашингтон, когда ему было семь лет. Одноклассники в средней школе Саннисайд прозвали его «Красивым Гарри». В возрасте 16 лет он переехал в Калифорнию, где успел поработать водителем грузовика, дежурным на станции технического обслуживания, рабочим мебельной фабрики, барменом (пока не выяснилось, что ему всего 19 лет) и менеджером оздоровительного клуба, прежде чем стать актёром.

## Карьера
Ричи наиболее известен своей актёрской ролью Клинта Бьюкенена, мужа героини Виктории Лорд (которую играет Эрика Слезак) в мыльной опере ABC « Одна жизнь, чтобы жить». Он воплотил этого персонажа в 1979 году и исполнял эту роль до 1998 года, эпизодически появляясь в ней и в дальнейшем — в 1999, 2003 и 2004 годах.
У него был контракт с Томом Селлеком в компании 20th Century Fox, и ему приписывают обучение Селлека верховой езде. 
В 1950-х и 1960-х годах Ричи снялся в многочисленных телевизионных вестернах, включая пилотную серию 1965 года «Дикий, Дикий Вест». Он появлялся в сериале «Бэтмен» (1966—1968), а также во многих фильмах, в том числе «Первым в бой» (1967), «Резня в день святого Валентина» (1967), «Бандолеро». (1968), Паттон (1970), Джо Кидд (1972), Против кривого неба (1975), Мидуэй (1976), Поко. . . Маленькая собачка потерялась (1977) и Сила одиночки (1979). В «Паттоне» он изобразил раненого командира танка, который информирует Паттона об ожесточенном ночном бое. Среди его ролей в телевизионных фильмах «Ублюдок», «Столетие» и "Отчаянные женщины ". Позже он появился в сериале «Розанна» в роли Клинта Бьюкенена со своими коллегами по фильму «Одна жизнь, чтобы жить» Робертом С. Вудсом и Джоном Лоприено.
Ричи был тяжело ранен на своем ранчо в Калифорнии 10 мая 1993 года, когда его трактор John Deere перевернулся, выронил его на землю и переехал его. По его словам, он услышал, как трещат его собственные ребра. Ричи выжил и вернулся на съемочную площадку «Одна жизнь, чтобы жить» после выздоровления. Тем временем его партнер по фильму Слезак боролся за то, чтобы его роль не передавали другому актёру. Клинт был временно «выключен» из сериала как «попавший в авиакатастрофу», пока Ричи выздоравливал. 

## Более поздняя жизнь
Ричи вышел на пенсию в декабре 1998 года и сказал, что, по его мнению, характер Клинта был искажён во время истории любовного треугольника Вики-Клинт-Слоан Карпентер 1992 года. Он поселился на своих 60 акрах на ранчо в Калифорнии с многочисленными собаками, кошками и 43 лошадьми. Ранчо, названное Happy Horse Ranch, он купил ещё в 1980 году, в основном из-за его расположения недалеко от Грасс-Валли, рядом с местом проведения ежегодных 100-мильных скачек на выносливость Кубка Тевиса. У его персонажа в «Одна жизнь, чтобы жить» было ранчо с таким же названием в Аризоне, и в сериале использовались несколько лошадей Ричи. 

## Смерть
В конце января 2009 года Ричи перенес операцию по имплантации кардиостимулятора. Хотя операция прошла успешно, тромб попал в его мозг, что привело к обширному инсульту. Он умер через несколько дней около 4 утра 31 января 2009 года, в возрасте 70 лет. Его друг и партнёр по фильму Фил Кэри, сыгравший его отца Асу Бьюкенена в сериале «Одна жизнь, чтобы жить», умер от рака лёгких через шесть дней после смерти Ричи. Тело Ричи было кремировано.

## Фильмография
| Год     | Заголовок                           | Роль                               | Заметки            |
| ------- | ----------------------------------- | ---------------------------------- | ------------------ |
| 1966 г. | Альварес Келли                      | Лейтенант                          |                    |
| 1967 г. | Первый бой                          | сержант Слейтер                    |                    |
| 1967 г. | Неохотный астронавт                 | Офицер                             | в титрах не указан |
| 1967 г. | Резня в День святого Валентина      | Джек МакГурн                       |                    |
| 1968 г. | Бандолеро                           | Бэйб Дженкинс                      |                    |
| 1970 г. | Паттон                              | Командир танка                     |                    |
| 1971 г. | Убийцы мира                         | Бунтарь                            |                    |
| 1972 г. | Джо Кидд                            | Кальвин                            |                    |
| 1975 г. | Против кривого неба                 | Джон Саттер                        |                    |
| 1976 г. | Мидуэй                              | Лейтенант-коммандер. Чарльз Фентон | в титрах не указан |
| 1976 г. | Сокровище Матекумбе                 | Лидер плоских лодок                |                    |
| 1977 г. | Поко. . Маленькая собака потерялась | Мистер Маккинна                    |                    |
| 1979 г. | Сила одиночки                       | Мелроуз                            |                    |